# 沖守固

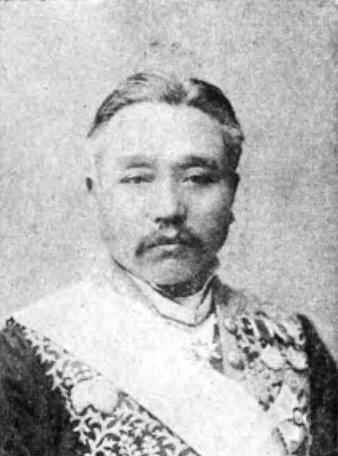
沖守固

沖 守固（おき もりかた、1841年7月30日（天保12年6月13日） - 1912年10月7日）は、幕末から明治の武士（鳥取藩士）、絵師、内務官僚、政治家。元老院議官、貴族院議員、錦鶏間祗候、男爵。幼名は鶴、貞一郎、探（丹）三。号は九皐。

## 経歴
鳥取藩士・江戸詰絵師、沖一峨の長男として江戸で生まれる。父から画を学ぶ一方、漢文を萩原緑野、萩原没後は大橋訥庵に学ぶ。文久元年（1861年）沖家八代目を継ぐ（支配米30俵5人扶持、その外に年銀20枚）。同年11月には妹のちゑが、藩主池田慶徳の夫人・寛子のお付小姓として召し出されている。文久3年（1863年）御国勝手を命じられ4月に鳥取に移ったが、6月には藩主の伴として上京そのまま滞留を命じられ、周旋方として政務に奔走することになる。
1869年、徴士として新政府に出仕し、1870年鳥取藩権大参事、1871年大蔵省七等出仕。1871年12月、岩倉使節団に随行し欧米に遣わされ、後に自費留学としてイギリスに留まった。1878年1月に帰国し、同年8月、内務省に入り内務少書記官となる。1879年12月、群馬県大書記官に転じ、翌年には外務省に移り、少書記官・会計局長を務めた。1881年11月、神奈川県令に就任し、神奈川県知事、長崎県知事（赴任せず）を歴任。1890年1月、元老院議官となり、同年9月29日、帝国議会開設に伴い貴族院勅選議員に任じられ、死去するまで在任。
1891年4月、滋賀県知事に就任したが、翌月5月に発生した大津事件により辞任。以後、和歌山県、大阪府、愛知県の各知事を務めた。1900年5月、男爵を叙爵。1903年9月28日、錦鶏間祗候に任じられた。墓所は青山霊園。
死後、沖の下に届けられた書翰が国立国会図書館憲政資料室に収められた。

## 栄典・授章・授賞
位階
- 1886年（明治19年）10月28日 - 従四位[4]
- 1897年（明治30年）12月24日 - 正四位[5]
- 1906年（明治39年）12月27日 - 従三位[6]

勲章等
- 1889年（明治22年）11月25日 - 大日本帝国憲法発布記念章[7]
- 1890年（明治23年）12月26日- 勲三等瑞宝章[8]
- 1900年（明治33年）
  - 5月9日 - 男爵[9]
  - 6月30日 - 勲二等瑞宝章[10]
- 1912年（大正元年）10月7日 - 勲一等瑞宝章

外国勲章佩用允許
- 1885年（明治18年）6月9日 - ハワイ王国：王冠勲章ナイトグランドオフィシル[11]

## 作品
| 作品名         | 技法     | 形状・員数 | 所有者               | 年代             | 款記・印章                 | 備考 |
| -------------- | -------- | ---------- | -------------------- | ---------------- | -------------------------- | ---- |
| 鳥居元忠陣中図 | 絹本着色 | 1幅        | 個人（鳥居家伝来品） |                  | 款記「九皐沖鶴薫沐謹寫」   |      |
| 大楠公図       | 紙本着色 | 1幅        | 鳥取県立博物館       | 1856年 (安政3年) |                            |      |
| 高士雅会図     | 紙本着色 | 1幅        | 鳥取県立博物館       | 1857年 (安政4年) |                            |      |
| 肥後谷山水図   | 絹本着色 | 1幅        | 鳥取県立博物館       | 1867年 (慶応3年) |                            |      |
| 詫間樊六之像   | 紙本着色 | 1幅        | 鳥取県立博物館       |                  | 款記「九皐沖守固（花押）」 |      |

## 親族
- 庶子に 沖貞男（貴族院男爵議員）[13][14]
- 娘の房は池田秀男（男爵池田謙斎長男）の妻[14]
- 娘の千代は海江田虎二郎（子爵海江田信義二男）の妻[14]

## ギャラリー

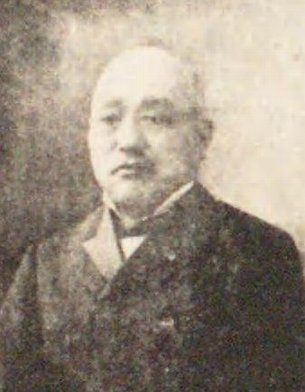
沖守固